# Pequot Lakes, Minnesota
Pequot Lakes, Minnesota (енгл. Pequot Lakes) град је у америчкој савезној држави Минесота.

## Демографија
По попису из 2010. године број становника је 2.162, што је 1.215 (128,3%) становника више него 2000. године.
| Група             | 2000.       | 2010.         |
| Белци             | 923 (97,5%) | 2.089 (96,6%) |
| Афроамериканци    | 10 (1,1%)   | 8 (0,4%)      |
| Азијати           | 3 (0,3%)    | 13 (0,6%)     |
| Хиспаноамериканци | 7 (0,7%)    | 24 (1,1%)     |
| Укупно            | 947         | 2.162         |